# Huragan Heta
Huragan Heta – potężny cyklon tropikalny, który pod koniec grudnia 2003 i na początku stycznia 2004 roku spowodował zniszczenia na wyspach Tonga, w Niue, Samoa i Samoa Amerykańskim. Cyklon powstał 28 grudnia 2003 roku i osiągnął maksymalną intensywność 260 km/h i szacunkowe ciśnienie 915 hPa przed rozproszeniem 11 stycznia 2004 roku. Szkody wyrządzone przez cyklon na Tonga, Niue i w Samoa Amerykańskim oszacowano na 150 mln USD, przy czym największe straty poniosło Samoa Amerykańskie.

## Historia
Depresja tropikalna powstała pod koniec grudnia 2003 roku Gdy 2 stycznia 2004 roku osiągnęła siłę cyklonu tropikalnego nadano mu nazwę Heta. Powstał on nad niezaludnionym obszarem Oceanu Spokojnego i nad nim przebiegała większość trasy. Najpierw skręcił na północ, uderzając 2 stycznia w wyspy Tokelau. Następnie skręcił i 3–4 stycznia znalazł się nad Samoa Zachodnim stopniowo nabierając rozmiarów, siły i szybkości. 3 stycznia zakwalifikowano go do kategorii 1. W dniach 5 i 6 stycznia przemieszczał się w kierunku Niue. O północy UTC 5 stycznia siła wiatru wynosiła 260 km/h i utrzymywała się przez 24 godziny. O 03:00 UTC 6 stycznia cyklon znajdujący się opodal wyspy Niue zaczął powoli słabnąć. 7 stycznia wszedł w rejon Tropical Cyclone Warning Center w Wellington w Nowej Zelandii. Powoli słabł, gdy napotkała chłodniejsze wody Oceanu Spokojnego. Cyklon rozproszył się 11 stycznia na wschód od wyspy Norfolk.

## Uderzenie

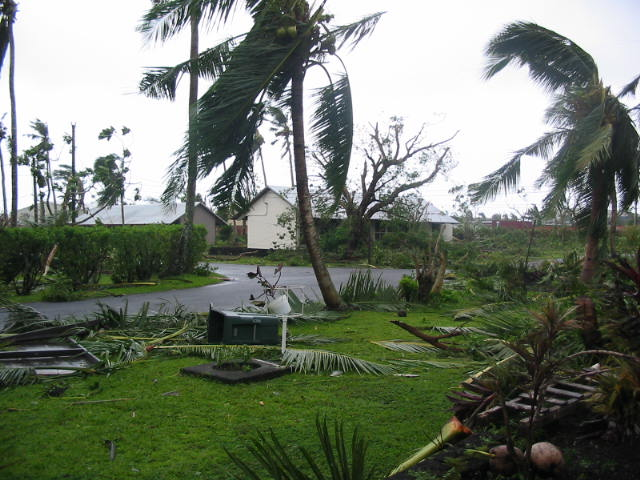
Uszkodzenia spowodowane wiatrem na Samoa Amerykańskim.

Straty po uderzeniu cyklonu w Tonga, Niue, Samoa i Samoa Amerykańskim wyniosły od około 110 do 150 milionów dolarów, a jedna osoba poniosła śmierć. W początkowym stadium Heta spowodowała niewielkie szkody. Jednak w silne uderzenia wiatru w Wallis i Futuna spowodowały wyłączenia prądu i  niewielkie uszkodzenia budynków i upraw. W Tonga silne wiatry uszkodziły domy i spowodowały poważne szkody w uprawach głównie chlebowca, mango, tavy i bananów. Na terenie Tonga zostało zniszczonych 50–100% budynków. Jednak wcześniejsze ostrzeżenia zapobiegły stratom w ludziach. Zniszczenia na Tonga oszacowano na 160 000 USD.
W Niue zanim przestała działać stacja pogodowa ciśnienie atmosferyczne wynosiło 945 milibary. Zniszczona została stolica wyspy Alofi. Fala sztormowa spowodowała śmierć dwóch osób. Straty oszacowano na ponad 85 mln NZD co było pięciokrotnością PKB z 2003 roku wynoszącego 17 mln USD. Nieodwracalne straty poniosło Centrum Kultury i Muzeum Huanaki (Huanaki Cultural Centre & Museum), które zostało zniszczone razem z ponad 90% kolekcji muzealnej.
W stolicy Samoa Apia ulewne deszcze spowodowały niewielkie podtopienia. Fala sztormowa spowodowała zamknięcie i uszkodzenie kilka dróg. W Savai'i cyklon uszkodził linie energetyczne. W Samoa Amerykańskim dwie stacje pogodowe poinformowały o wietrze o sile120 km/h w porywach do185 km/h. Uderzenia wiatru zniszczyły ponad 600 domów i uszkodziły 4 tysiące. Wzdłuż północnej i zachodniej części wyspy fale miały wysokość do13,4 m i zniszczyły wiele łodzi w pobliżu Swains. Chociaż na Samoa nie zanotowano zgonów, rany odniosło 20 osób, a szkody oszacowano na 50 do 150 mln USD.

## Skutki

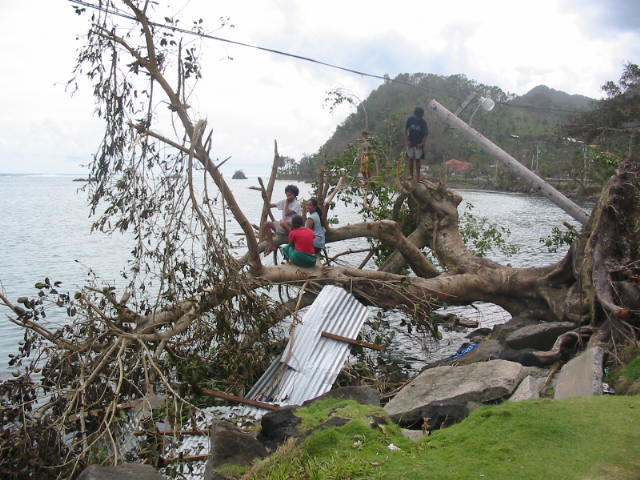
Mieszkańcy sprzątający po sztormie.

Po uderzeniu cyklonu Heta rząd Niue ogłosił stan wyjątkowy. Rząd przygotował plan odbudowy. Budynki postanowiono przenieść 3 km w głąb lądu na płaskowyż Fonuakula. Już 8 stycznia Nowa Zelandia i Australia przysłały pomoc i zaopatrzenie dla przesiedlonych mieszkańców. Wartość pomocy przekazanej przez rząd Nowej Zelandii wyniosła 5 mln NZD. Większość z nich wydano na budowę nowego szpitala. Rząd Polinezji Francuskiej przysłał materiały budowlane i ciężki sprzęt do usuwania gruzu.
Na Samoa Międzynarodowy Czerwony Krzyż i Czerwony Półksiężyc zmobilizował wolontariuszy, którzy rozdali plandeki, pojemniki z wodą, koce, młotki, gwoździe, garnki i latarnie. W Tonga Czerwony Krzyż ocenił skalę zniszczeń i udzielił pomocy humanitarnej wyspie Niuatoputapu. Ponadto Nowa Zelandia zapewniła Tonga dostawy i pomoc humanitarną o wartości 10 000 USD.
Po przejściu cyklonu gubernator Samoa Amerykańskiego Faoa Aitofele Sunia ogłosił stan wyjątkowy, a później prezydent George W. Bush uznał je za terytorium dotknięte katastrofą. Umożliwiło to staranie się o pomoc federalną. Po przejściu huraganu otwarto 13 schronisk do których ewakuowano 140 mieszkańców. Ponadto Small Business Administration (SBA) zaoferowało 40 000–200 000 USD pożyczek na remonty dla mieszkańców i 1,5 mln USD kredytów remontowych dla przedsiębiorstw. Rząd federalny zaoferował 22 miliony USD pomocy humanitarnej za pośrednictwem Federalnej Agencji Zarządzania Kryzysowego (FEMA). Również Zjednoczony Kościół Chrystusowy przekazał pomoc humanitarną w wysokości 5000 dolarów.